# Obergeißendorf
Obergeißendorf ist ein Ortsteil der Stadt Berga-Wünschendorf im Landkreis Greiz in Thüringen.

## Geographie
In einem Zwischental des südöstlichen etagenmäßigen Hochplateaus über der Elsterniederung liegt der Ortsteil Obergeißendorf. Das Gelände ist sehr kupiert. An den Hängen und auf den Anhöhen steht Wald. Über die Kreisstraße 209 ist der Ortsteil verkehrsmäßig erschlossen.

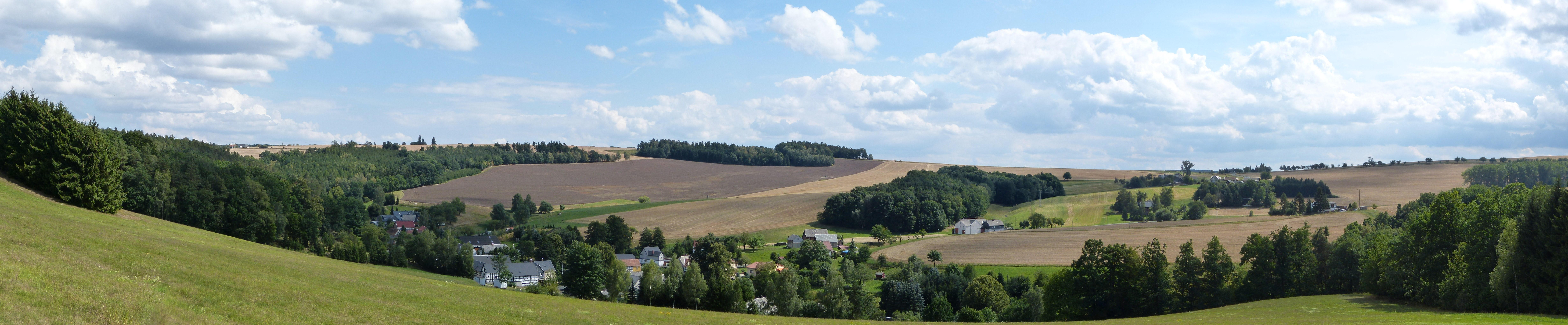
Landschaft um Obergeißendorf. Blick aus südlicher Richtung.

## Geschichte
Am 9. Januar 1454 wurde Obergeißendorf in einem Lehnbrief vom Herzog Friedrich von Sachsen erstmals urkundlich erwähnt.
Die ersten Häuser wurden entlang des Dorfbaches gebaut; Kirche und Schule folgten. Ein Rittergut gab es auch im Ort; das wohl älteste Gebäude wurde Ende der 1980er Jahre abgerissen. Die Mühle, die 1824 das Schankrecht erhielt, wurde 1564 errichtet. Der Mühlenbetrieb wurde um 1913 eingestellt.
Nach dem Wiener Kongress kam das Dorf 1815 zum Großherzogtum Sachsen-Weimar-Eisenach. Seit 1920 gehört das Gebiet zu Thüringen. Nach dem Zweiten Weltkrieg lag der Ort in der sowjetischen Besatzungszone, ab 1949 in der DDR. Am 1. Juli 1961 wurden Ober- und Untergeißendorf zur Gemeinde Geißendorf vereint. 30 Jahre später folgte die Eingemeindung nach Berga/Elster, welches seit dem 1. Januar 2024 zur Stadt Berga/Wünschendorf gehört.

## Wirtschaft
In der ursprünglich dörflichen Gemeinde siedelte sich auch Kunsthandwerk und Gewerbe an. Die Landwirtschaft als früherer Haupterwerbszweig spielt im Vergleich zu früher nur noch eine untergeordnete Rolle.

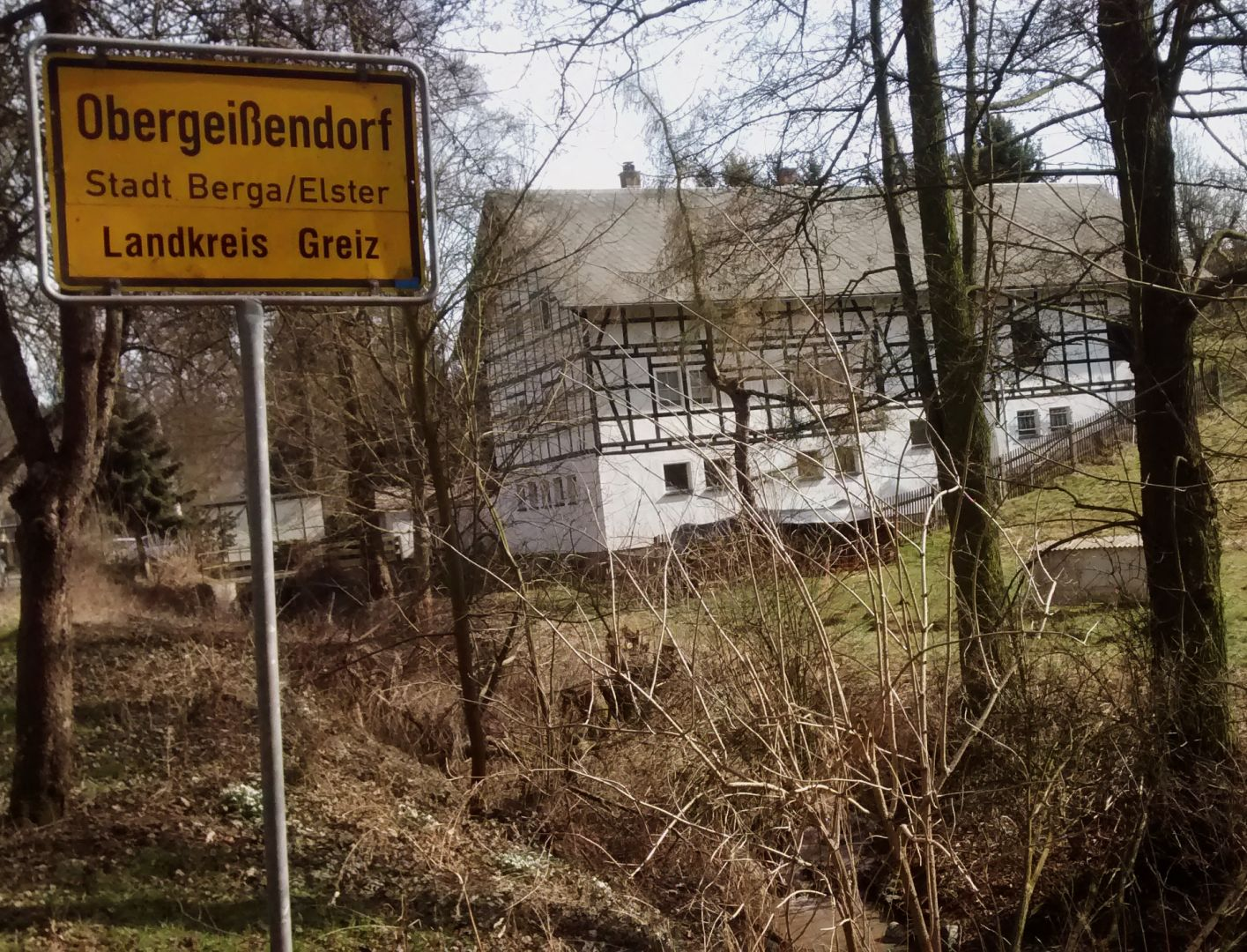
Ortseingang
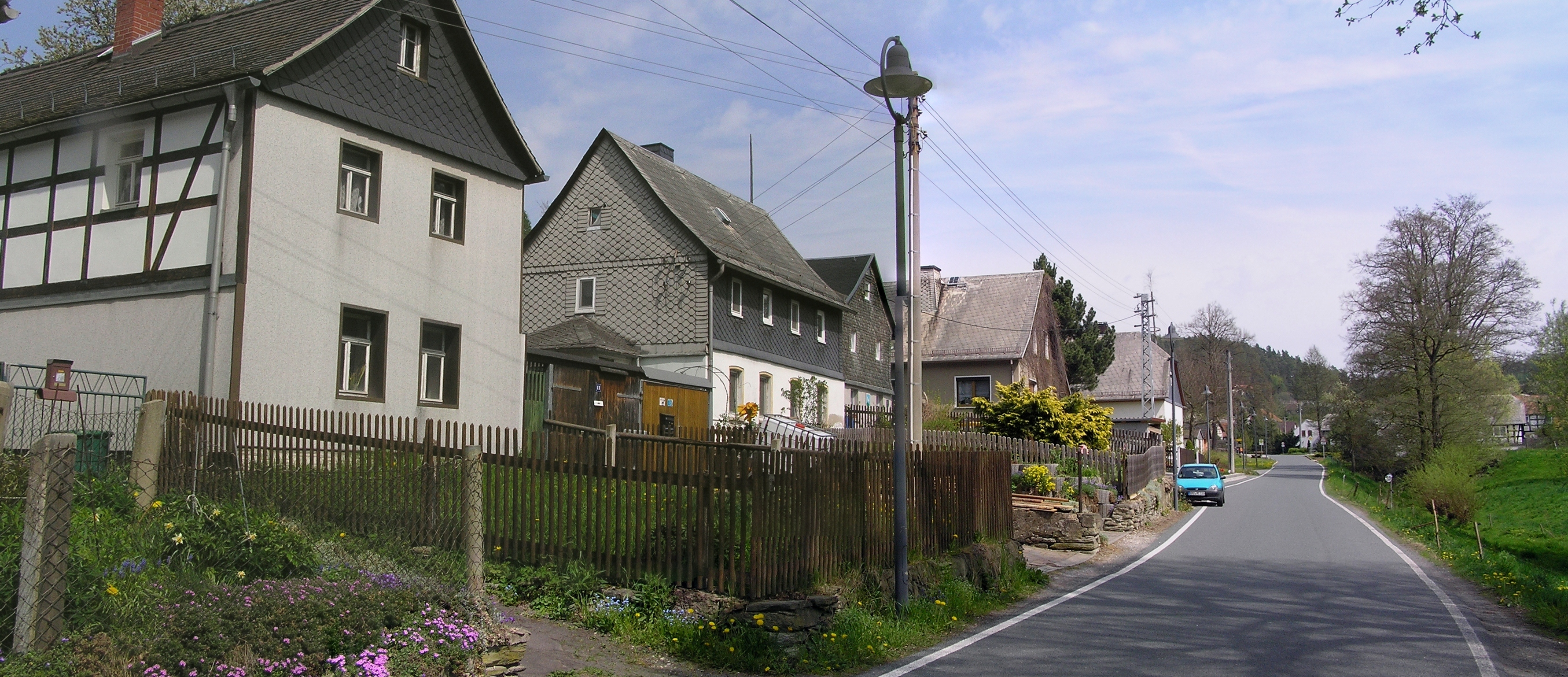
Ortsansicht von  Westen
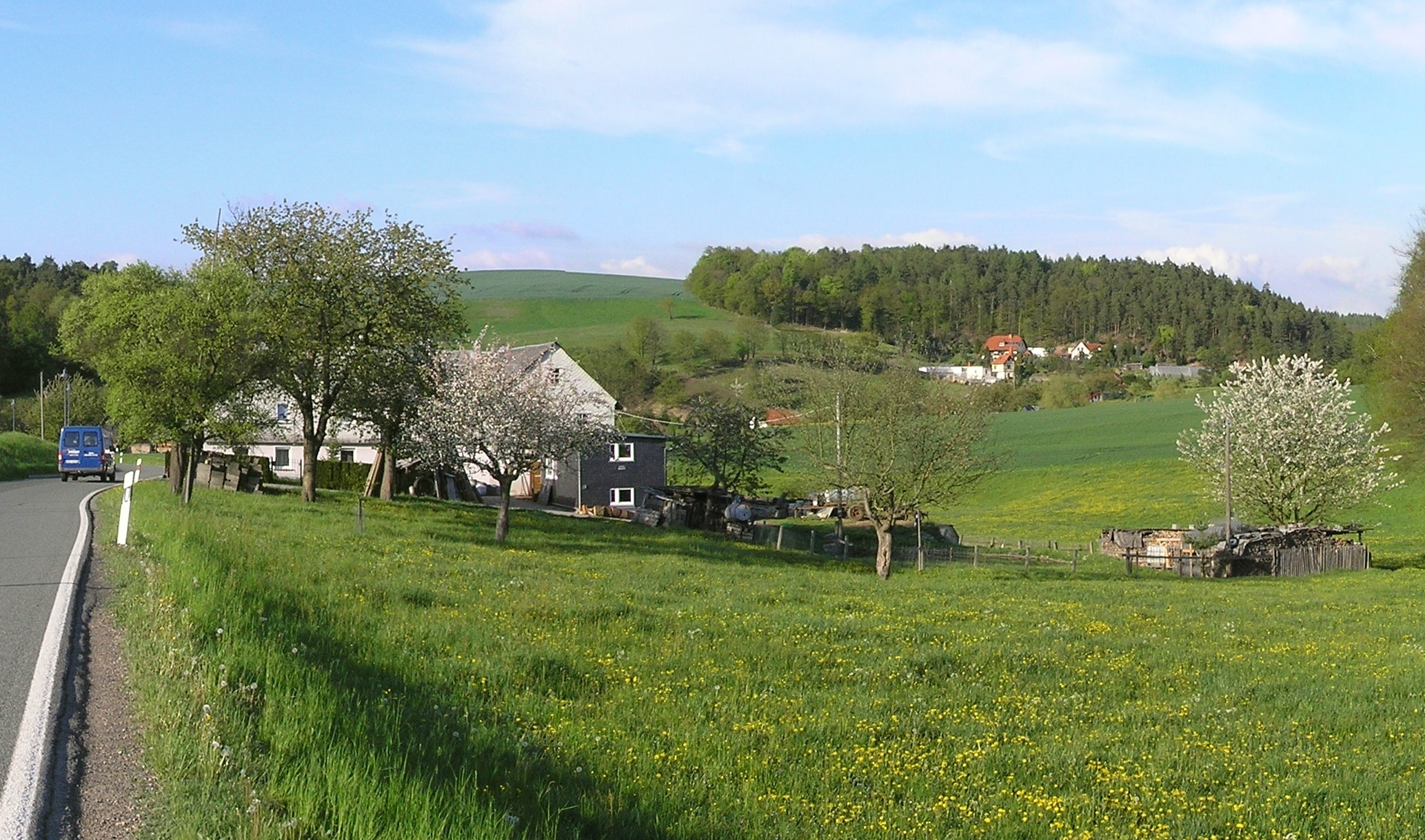
Tallandschaft bei Obergeißendorf